# ویتالی کایریکو
ویتالی کایریکو (انگلیسی: Vitaly Kyreiko; ۲۳ دسامبر ۱۹۲۶ – ۱۹ اکتبر ۲۰۱۶) آهنگساز، و آموزگار اهل اتحاد جماهیر شوروی سوسیالیستی بود.